# Merostachys neesii
Merostachys neesii är en gräsart som beskrevs av Franz Josef Ivanovich Ruprecht. Merostachys neesii ingår i släktet Merostachys och familjen gräs. Inga underarter finns listade i Catalogue of Life.